# Знищення (мінісеріал)
«Знищення» (англ. The Undoing) — американський телевізійний драматичний мінісеріал, знятий Сюзанною Бір на основі роману Джин Ганф Кореліц «Ти повинна була знати» (англ. You Should Have Known). Продюсер і сценарист Девід Келлі. Прем'єра серіалу відбулася 25 жовтня 2020 року на каналі HBO Max.
Шоу стало першим оригінальним серіалом в історії HBO, у якого щотижня упродовж сезону збільшувалася глядацька аудиторія, а перший епізод на Sky у Сполученому Королівстві за перші 28 днів з моменту його запуску подивилися 3 мільйони глядачів, що побило рекорд, який у 2011 році встановила «Гра престолів».

## Сюжет
Головна героїня, щаслива в шлюбі психоаналітик Грейс Фрейзер, живе в Нью-Йорку разом зі своєю успішною родиною. Незабаром має вийти її перша книга з порадами жінкам, як довіряти своїй інтуїції та робити висновки про чоловіків із першого погляду. Якось за дивних обставин Грейс знайомиться з такою собі Еленою, чиє тіло незабаром виявляє поліція. В убивстві підозрюють психоаналітика, в якої зненацька зникає й її чоловік, Джонатан.

## Виробництво
Перші повідомлення про початок роботи над серіалом з'явилися в березні 2018 року. Режисером стала Сюзанна Бір. До листопада 2018 року сформувався основний акторський склад: Ніколь Кідман, Г'ю Ґрант і Дональд Сазерленд. Знімання розпочалися в березні 2019 року в Нью-Йорку.
Прем'єра серіалу повинна була відбутися в травні 2020 року, але через пандемію її перенесли на 26 жовтня.
Кавер-версію пісні «Dream a Little Dream of Me», яка відкриває серіал, виконала Ніколь Кідман. Вона записала трек за допомогою свого чоловіка Кіта Урбана в його домашній студії звукозапису під час локдауну.

## У ролях
- Ніколь Кідман — Грейс Фрейзер
- Г'ю Ґрант — Джонатан Фрейзер
- Едгар Рамірес — детектив Джой Мендоза
- Ноа Джуп — Генрі Фрейзер
- Лілі Рейб — Сільвія Стейнец
- Матильда Де Ангеліс[en] — Елена Альвес
- Ісмаель Круз Кордова — Фернандо Альвес
- Розмарі Гарріс — Джанет Фрейзер
- Дональд Сазерленд — Френклін Рейнхардт
- Нома Думезвені — Хейлі Фіцджеральд
- Трейсі Чімо — Ребекка Харкнесс
- Джанель Молоні — Саллі Моррісон

## Епізоди
| № серії | Назва серії                             | Режисер(и)  | Сценарист(и)   | Оригінальна дата показу | Глядачів США (млн) |
| ------- | --------------------------------------- | ----------- | -------------- | ----------------------- | ------------------ |
| 1       | «Знищення» «The Undoing»                | Сюзанна Бір | Девід Е. Келлі | 25 жовтня 2020          | 0.676              |
| 2       | «Зникнення» «The Missing»               | Сюзанна Бір | Девід Е. Келлі | 1 листопада 2020        | 0.799              |
| 3       | «Не нашкодь» «Do No Harm»               | Сюзанна Бір | Девід Е. Келлі | 8 листопада 2020        | 0.899              |
| 4       | «Не бачу зла» «See No Evil»             | Сюзанна Бір | Девід Е. Келлі | 15 листопада 2020       | 1.122              |
| 5       | «Випробовування гнівом» «Trial by Fury» | Сюзанна Бір | Девід Е. Келлі | 22 листопада 2020       | 1.277              |
| 6       | «Кривава правда» «The Bloody Truth»     | Сюзанна Бір | Девід Е. Келлі | 29 листопада 2020       | 1.811              |

## Сприйняття критиками
На сайті-агрегаторі рецензій Rotten Tomatoes серіал має 77 % «свіжості» на основі 90 рецензій із середнім рейтингом 7,13/10. Критичний консенсус сайту стверджує: «„Знищення“ — це чудово знята таємниця, яка сильно виграє від гри Ніколь Кідман і Г'ю Ґранта — якби тільки її сюжет був би настільки ж сильним, як і гра акторів.» На Metacritic серіал отримав 64 бали зі 100 на основі 32 рецензій від кінокритиків, що свідчить про «загалом позитивні рецензії».

## Озвучення українською
Українською мовою серіал озвучений студією DubLiCat. Актори озвучення: Olegolas, Оля Ілєнко, Тетяна Рябова, Олександра Ісаєнко, Євгеній Тітомир, Rainy984.